# Décès en 960
Décès
- 956
- 957
- 958
- 959
- 960
- 961
- 962
- 963
- 964

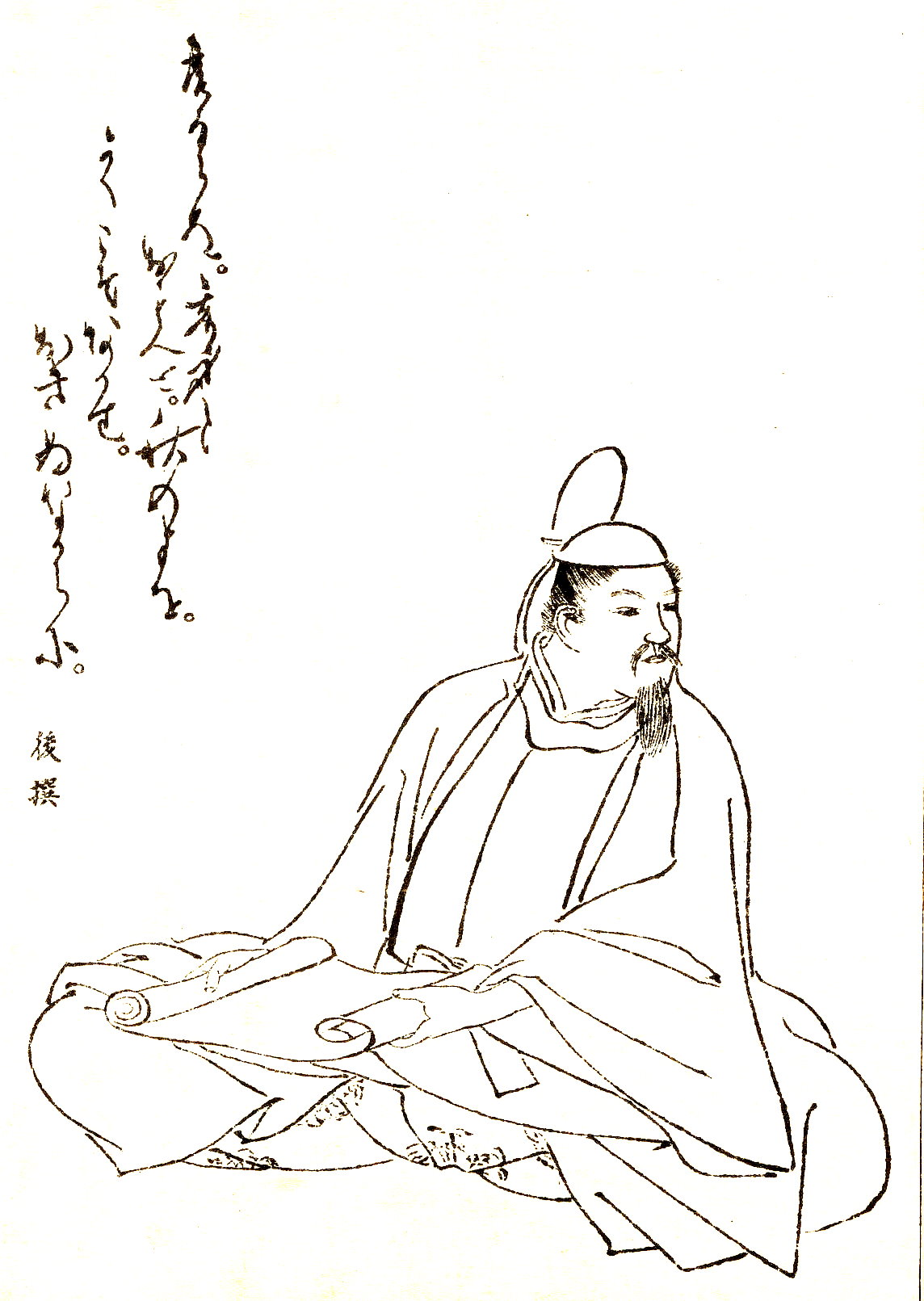
Fujiwara no Morosuke, mort en 960.

Cette page dresse une liste de personnalités mortes au cours de l'année 960 :
- 11 septembre : Elia Speleota (it), saint des Églises catholique et orthodoxe.
- 11 novembre : Foulque II d'Anjou[1], comte d'Anjou, comte de Nantes et régent de Bretagne.

- Amalrico (it), évêque de Turin.
- Atton de Verceil, écrivain religieux italien, devenu évêque de Verceil.
- Adèle de Vermandois, comtesse consort de Flandre.
- Ibn Fadlân, lettré d’origine arabe et membre de l’ambassade du Calife de Bagdad.
- Fujiwara no Morosuke, membre du clan Fujiwara.
- Guan Tong, peintre chinois.
- Murchadh mac Aodha (en), roi d'Uí Maine (Irlande).
- Ratna Pala (en), fils de Brahma Pala (en), fondateur de la dynastie Pala (en), Kamarupa.

## Crédit d'auteurs
- Cet article est partiellement ou en totalité issu de l'article intitulé « 960 » (voir la liste des auteurs).